# Josef Hartman

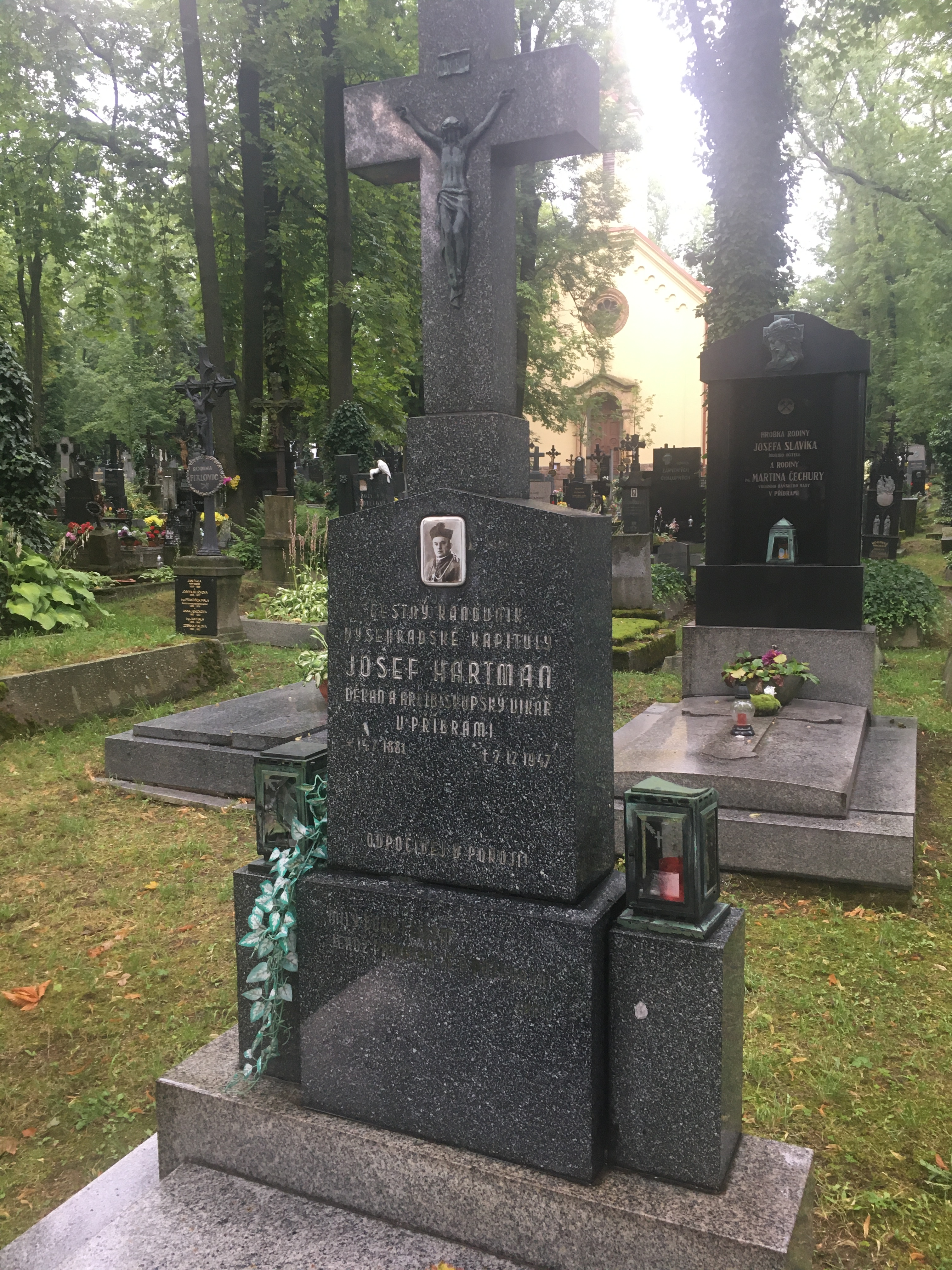
Hrob Josefa Hartmana v Příbrami

Josef Hartman (14. července 1881 Cerhovice – 7. prosince 1947) byl český římskokatolický duchovní a bohoslavec. Děkan a arcibiskupský vikář, čestný kanovník Vyšehradské kapituly. Arcibiskupský notář, ordinariátní komisař náboženský pro střední školy a člen zkušební komise pro učitelství náboženství na obecných školách.

## Vzdělání a působiště
Absolvoval gymnázium v Příbrami (1893–1901) a arcibiskupský seminář v Praze (1901–1905). Na kněze byl vysvěcen 29. června 1905 u sv. Víta v Praze, poté působil jako kaplan v Lomnici u Sokolova (1905–1907), v Berouně (1907–1922) a do roku 1929 jako administrátor děkanství v Berouně, administrátor farnosti v Loděnici, Svatém Janě pod Skalou a Tetíně, výpomocný učitel náboženství v Berouně, administrátor děkanství v Příbrami (1905–1907). 21. března 1929 byl jmenován děkanem v Příbrami (instalován 15. prosince 1929), od 1. listopadu 1931 byl správcem vikariátu v Příbrami. V roce 1910 pouť do Svaté země.

## Veřejné působení
V Příbrami byl také veřejně činný jako člen městského zastupitelstva, Okresního školního výboru. 17. října 1946 se účastnil pohřbu horníků v Příbrami, kteří zahynuli při požáru na dole Anna na Březových Horách.
Je pohřbený na Městském hřbitově v Příbrami (oddíl VIII, hrob 225), vedle hrobu kněze Prokopa Ondráka.

## Dílo
- 2.7.1905 Primice v kostele sv. Martina v Cerhovicích

## Ocenění
- čestný konsistorní rada
- 1941 čestný kanovník vyšehradské kapituly
- 4.–11. července 1937 člen čestného výboru II. sjezdu rodáků Březových Hor